# اولکسارت
اولْکُسارِت (به فنلاندی: Ulkosaaret) یک منطقهٔ مسکونی در فنلاند است که در هلسینکی واقع شده‌است.